# SciSat 1
SCISAT -1 ist ein kanadischer Erdbeobachtungssatellit der Canadian Space Agency, der am 12. August 2003 gestartet wurde und die Erdatmosphäre beobachten und das Ozonloch über der Arktis erforschen soll.
SCISAT-1 ist der erste kanadische Satellit seit über 30 Jahren.
Der wissenschaftliche Leiter der Mission ist Peter Bernath von der Abteilung Chemie an der University of Waterloo. Der Forschungssatellit wurde von den kanadischen Unternehmen Bristol Aerospace, ABB, EMS Technologies, Routes AstroEngineering und COM DEV entwickelt und gefertigt. Weiterhin sind verschiedene Unternehmen aus Kanada und Welt beteiligt.
Der Satellit wurde von einer dreistufigen Pegasus XL in die Umlaufbahn gebracht. Die Pegasus startet nicht von einer Startrampe wie andere Raketen, sondern wird von einem Trägerflugzeug vom Typ Lockheed L-1011 abgeworfen. Der Start wurde dabei von der NASA begleitet.
Der Satellit soll dabei helfen, die chemischen und dynamischen Prozesse in der Erdatmosphäre, insbesondere der Stratosphäre und Troposphäre besser zu verstehen, insbesondere die Erschöpfung der Ozonschicht in der Arktis. Dabei verbraucht der Satellit zwischen 80 und 100 Watt.
Die wichtigsten Instrumente von SciSat 1 sind:
- ACE-FTS, ein Infrarot-Spektrometer
- MAESTRO, ist ein Spectrophotometer.